# San Miguel (Coahuila)
San Miguel es una localidad del estado mexicano de Coahuila. Es parte del municipio de San Pedro.

## Toponimia
El nombre de la población hace referencia al santo patrono de la localidad: San Miguel Arcángel.

## Demografía
| Gráfica de evolución demográfica |
|                                  |

| Censo | Población |
| ----- | --------- |
| 1910  | 59        |
| 1921  | 67        |
| 1930  | 110       |
| 1940  | 382       |
| 1950  | 442       |
| 1960  | 569       |
| 1970  | 623       |
| 1980  | 892       |
| 1990  | 1 126     |
| 2000  | 955       |
| 2010  | 1 268     |
| 2020  | 1 241     |